# Battleground Gunfight
Battleground Gunfight или Battleground Shootout (букв. Перестрелка на поле боя или битвы) — одна из известных перестрелок во времена Старого Запада, произошедшая между отрядом американских законников и бандой Смита.

## История
Перестрелка произошла 9 октября 1901 года в индейской резервации Форт-Апачи в Аризоне на лесной поляне, известной сегодня как «Поле битвы» (англ. Battleground). Девять аризонских рейнджеров вместе с гражданскими помощниками догнали угонщика скота Билла Смита и его банду. Во время последовавшей продолжительной перестрелки рейнджер Карлос Тофолла и помощник Билл Максвелл были убиты, а один или два преступника, возможно, были ранены. В конце концов, банда Смита сбежала от отряда в Мексику.